# Mario Guarnera
Mario Guarnera (Bologna, 15 maggio 1949) è un cantautore italiano, in voga soprattutto negli anni sessanta. Successivamente si è dedicato alla scrittura di jingle pubblicitari.

## Biografia
Autodidatta nel suonare il contrabbasso (con cui si esibisce con dei giovanissimi Lucio Dalla e Andrea Mingardi), la chitarra e il pianoforte, il 15 ottobre 1966 esordisce a diciassette anni, con lo pseudonimo 'Papéte' e il brano Dai vieni giù, in Scala Reale, gara musicale in onda sull’allora Programma Nazionale all’interno della squadra capitanata da Ornella Vanoni. Insieme a lei, pochi mesi dopo, prende poi parte con il proprio nome al Festival di Sanremo 1967, dove cantano in abbinamento La musica è finita, classificandosi al quarto posto.
Nel 1968 è ancora al Festival di Sanremo, nel quale propone, con la doppia esecuzione di Little Tony, la canzone Un uomo piange solo per amore, che si posiziona decima. Sempre nello stesso anno, il 18 febbraio, è fra gli ospiti del gioco a quiz di Pippo Baudo Settevoci, a cui segue la partecipazione alla manifestazione musicale itinerante Cantagiro, durante la quale gareggia con Congratulations, versione italiana del brano originariamente interpretato dall’inglese Cliff Richard.
Trasferitosi a Milano, comincia a lavorare come autore e compositore scrivendo canzoni per altri interpreti e in seguito firma un contratto con la Senza Fine, la casa discografica di Gino Paoli, il quale diventa suo produttore.
Nel 1975 con la PDU, l’etichetta di Mina, pubblica l’album Adriana&Noi, nella cui tracklist spicca Adriana, canzone concepita alla moda dei cantautori di quegli anni, in un crescendo vocale quasi "arrabbiato" (si pensi a L'alba di Riccardo Cocciante).
A partire dal 1982 intraprende la carriera di compositore di musiche pubblicitarie, fra le quali si ricordano quelle dei fazzoletti Kleenex (che si aggiudica nel 1989 il Leone di bronzo al Festival di Cannes), del profumo Arrogance (vincitrice come Migliore jingle nel 1992), dell'amaro Averna ("Il gusto pieno della vita"), del liquore Cynar (la cui canzone è interpretata da Enzo Jannacci) e della birra Heineken (premiata come Migliore jingle nel 1982). E proprio quest’ultimo jingle, nel 1984, viene trasformato da Guarnera in canzone, che presenta con il titolo di Per sempre musica alla kermesse canora estiva Festivalbar (Canale 5).

## Discografia

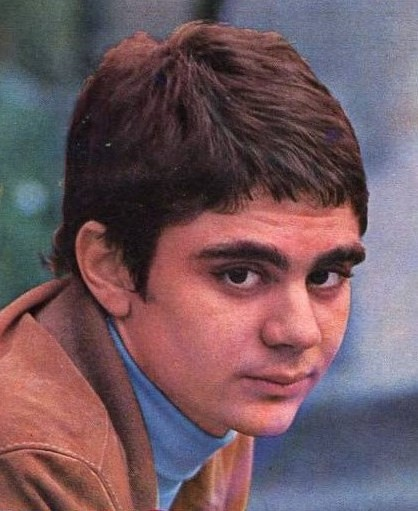
Mario Guarnera in una cartolina promozionale degli anni '60

### Album in studio
- 1969 – Congratulations (Ariston, AR 10026)
- 1975 – Adriana&Noi (PDU, PLD A 6038)

### Singoli
- 1966 – Dai vieni giù/Pensare a te (Ariston, AR-0149) (come Papéte)
- 1967 – La musica è finita/Se di notte (Ariston, AR 0191)
- 1967 – Mille ricordi/Quello che non è gloria (vicino a te) (Ariston, AR 0204)
- 1968 – Un uomo piange solo per amore/Un altro momento (Ariston, AR 0241)
- 1968 – Congratulations/Lascia perdere (Ariston, AR 0270)
- 1968 – Non c'è pace per me/Navi (Ariston, AR 0284)
- 1969 – Il concerto del leone/Lei lei lei (First, FR-5002)
- 1975 – Adriana/L'abitudine (PDU, PA-1110)
- 1979 – Canterò/Tre minuti di vigliaccheria (WEP, W-79453)
- 1980 – Vanessa ha quattro anni/Eri tu (WEP, W-79456)
- 1981 – Sally/Per sempre musica (WEP, ZBW 7378)

### Canzoni composte per altri interpreti
- Fred Bongusto – Weekend (1978)[15]
- Fausto Leali – Canzone facile (1981)[16]
- Ornella Vanoni – Sincerità (1980)[17]

## Partecipazioni a festival e gare musicali
- Scala reale 
  - 1966 – Dai vieni giù (come Papéte)
- Festival di Sanremo 
  - 1967 – 4º posto con La musica è finita (in doppia esecuzione con Ornella Vanoni)
  - 1968 – 10º posto con Un uomo piange solo per amore (in doppia esecuzione con Little Tony)
- Un disco per l'estate 
  - 1967 – Mille ricordi[18]
- Cantagiro 
  - 1968 – Congratulations
- Festivalbar 
  - 1984 – Per sempre musica

## Televisione
- Settevoci (Programma Nazionale, 18 febbraio 1968) – ospite
- Ruvido Show (Rai 1, 1995) – direttore musicale[19]

## Teatro
- Questa estate di Gioele Dix (1994) – autore musiche[20]
- Voti a perdere di Enrico Bertolino, Fabio Bonifacci e Andrea Zalone, regia di Gabriele Vacis (2004) – musicista[21]